# Xyridacma veronicae
Xyridacma veronicae là một loài bướm đêm trong họ Geometridae.